# Fikakowo

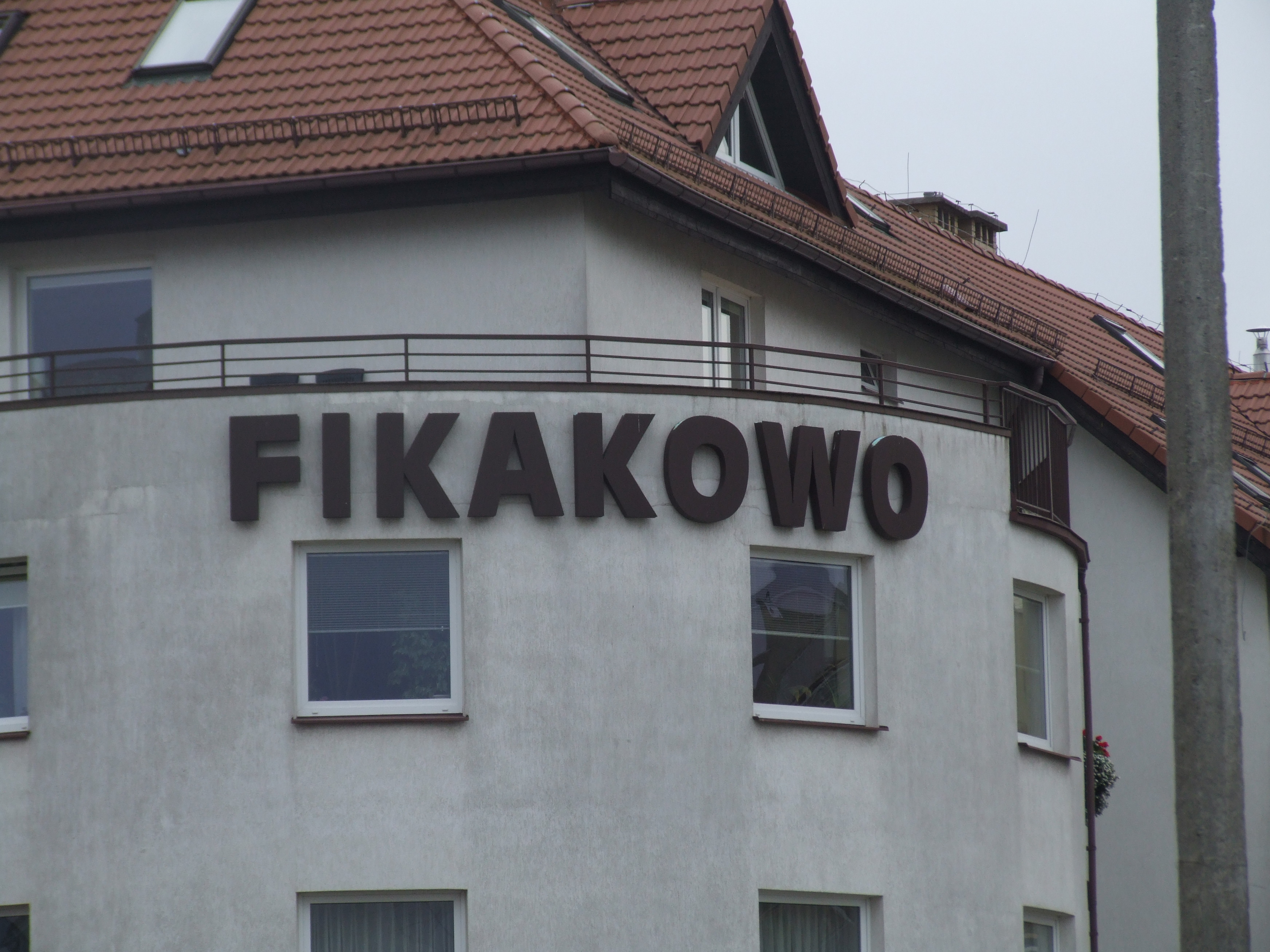
Nazwa osiedla na budynku

Fikakowo – osiedle mieszkaniowe w Gdyni, w dzielnicy Wielki Kack, dawniej nazwa określała starą część Wielkiego Kacka. Fikakowo zlokalizowane jest pomiędzy ulicami Źródło Marii i Lipową, znajdują się tam także ulice: Gryfa Pomorskiego oraz Waleriana Szefki. Na osiedlu znajduje się ponad 1100 mieszkań. Osiedle znajduje się w sąsiedztwie Trójmiejskiego Parku Krajobrazowego.
W 2001 osiedle otrzymało Nagrodę Specjalną w pierwszym plebiscycie Dziennika Bałtyckiego na najlepszy kompleks mieszkaniowy Trójmiasta.

## Transport
- Fikakowo posiada linię autobusową nr 153, organizowaną przez Zarząd Komunikacji Miejskiej w Gdyni, obsługiwaną przez P.A. Gryf.
- Na osiedle dojeżdża również od końca 2016 roku trolejbusowa linia 29. Pojazd pokonuje odcinek od głównej ulicy do pętli na zasilaniu z baterii.
- Pomorska Kolej Metropolitalna planuje wybudować stację o nazwie Gdynia Fikakowo[1].